# Ben Stiller
Benjamin Edward Meara Stiller (Nueva York, 30 de noviembre de 1965), conocido como Ben Stiller, es un actor, comediante y director de cine estadounidense, ganador de un Emmy. Es conocido por sus papeles en las películas There's Something About Mary, Zoolander, Meet the Parents y Night at the Museum. Es hijo de los actores y comediantes Jerry Stiller y Anne Meara y hermano de la también actriz Amy Stiller. 
La revista Vanity Fair publicó la lista de las 40 celebridades de Hollywood con más ingreso a lo largo del año 2010, Stiller fue clasificado n.º 30 en la lista, estimándose que ganó unos 18 millones de dólares por sus películas.

## Primeros años
Benjamin Edward Meara Stiller nació el 30 de noviembre de 1965 en la ciudad Nueva York y se crio en el Upper West Side, es hijo del actor estadounidense Jerry Stiller (1927-2020) y Anne Meara (1929-2015), actriz de ascendencia irlandesa convertida al judaísmo. Sus padres, de pequeño, le solían llevar a platós donde actuaban y tal vez por eso, se mostró interesado por el cine muy temprano, realizando películas en súper 8 con su hermana y sus amigos. A los 10 años (1975) debutó como actor en Kate McShane, la serie de su madre.
Ingresó en la Universidad de California (Los Ángeles) a los dieciocho años (1983) para estudiar cine, pero nueve meses más tarde lo dejó y regresó a su ciudad natal para abrirse camino en el mundo del cine.

## Trayectoria artística
Para tal propósito empezó a presentarse a castings, mientras buscaba un agente que le representara. Consiguió un papel en una reedición de The House of Blue Leaves, de John Guare, en Broadway, con John Mahoney. Esta obra ganaría cuatro Premios Tony. «Stiller se lava poco, pero es muy buena gente», fue lo que dijo Mahoney de Stiller en un falso documental satírico.
Su trabajo como cómico fue muy bien recibido y le permitió realizar un cortometraje de diez minutos llamado The Hustler of Money, una parodia de la película El color del dinero, de Martin Scorsese, en la que Stiller hacía el papel de Tom Cruise y Mahoney el de Paul Newman, pero en vez de jugar al billar jugaban a los bolos. El corto llamó la atención y se emitió en Saturday Night Live (1987). Un año más tarde participó en uno de los episodios de la cuarta temporada de la serie Miami Vice. Dos años después le ofrecieron un puesto de guionista en ese programa. También tuvo un pequeño papel en la película El imperio del sol, de Steven Spielberg.
Stiller dirigió Reality Bites y The Cable Guy. Más tarde, dejó de lado sus ambiciones de dirigir para protagonizar There's Something About Mary, que lanzó su carrera actoral a la fama. Otro intento como director fue en 2001 con Zoolander, que fue bastante bien recibida, lo que mostró que se podía ser una estrella delante y detrás de la cámara.
Aunque es más conocido por sus papeles en películas, ha aparecido en varias sitcoms, siendo la primera en 1997 en Friends, en el episodio veintidós de la tercera temporada llamado «El [capítulo] del gritón», en el que hacía de Tommy, el novio gritón de Rachel (Jennifer Aniston). En los últimos años ha hecho cameos en series de éxito como Arrested Development ―donde interpretó a Tony Wonder, el mago guay―, Curb Your Enthusiasm y en la sitcom inglesa Extras, donde aparecía como una versión opuesta.

## «Frat Pack»
Stiller ha sido descrito como el «líder» del Frat Pack, un grupo de actores que han trabajado juntos en varias películas. El grupo incluye a Jack Black, Will Ferrell, Vince Vaughn, Owen Wilson y Luke Wilson. Stiller ha sido reconocido como el líder del grupo debido a sus múltiples apariciones especiales y su uso constante de los demás miembros en roles en películas que produce y dirige. Ha trabajado en doce ocasiones con Owen Wilson, más que con ningún otro. De las treinta y cinco películas consideradas del Frat Pack, Stiller ha estado involucrado de alguna manera en veinte.
Stiller también es el único miembro de este grupo que ha aparecido en una película del Brat Pack (Fresh Horses). Ha rechazado la etiqueta de «Frat Pack», diciendo en una entrevista de 2008 que el concepto fue «totalmente inventado». «Todo el asunto del Rat Pack-Frat Pack que surgió está exagerado. En realidad, fue Ben Stiller dando oportunidades a la gente. Nunca hubo un movimiento consciente de "Oye, vamos a hacer esto todos juntos"», declaró Vaughn.

## Vida personal

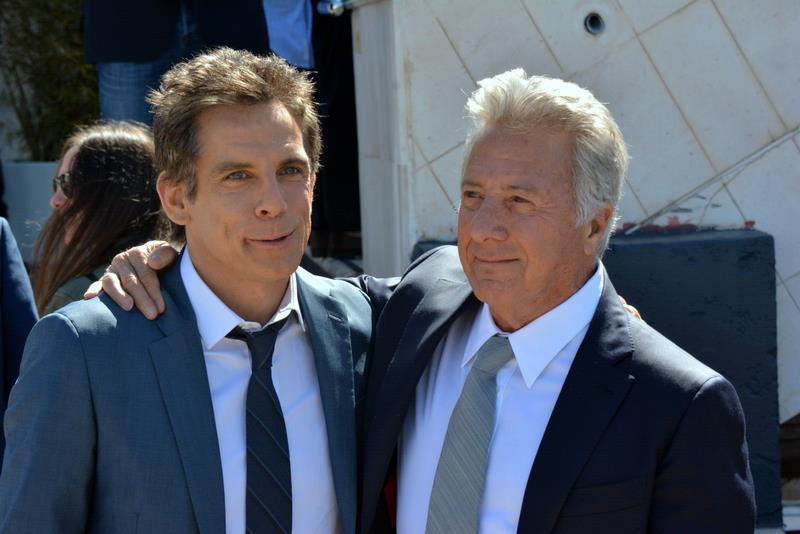
Stiller con Dustin Hoffman, 2017.

En mayo de 2000 se casó con la actriz Christine Taylor, con quien empezó a salir durante el rodaje del capítulo piloto para la FOX de una serie que nunca se emitiría que se llamaba Heat Vision and Jack. Además, Taylor también ha participado en películas con Stiller como Zoolander y Dodgeball: A True Underdog Story. El matrimonio tiene dos hijos: Ella Olivia (1 de abril de 2002) y Quilin Dempsey (10 de julio de 2005).
Su padre Jerry Stiller (1927-2020), su madre Anne Meara (1929-2015) y su hermana mayor Amy Stiller (1961) también han trabajado en el mundo del cine.
En abril de 2005, la promoción de 2005 de la Universidad de Princeton lo nombró miembro honorario en Senior Week.

## Filmografía

### Cine
| Año  | Título                                         | Papel                                                 |
| ---- | ---------------------------------------------- | ----------------------------------------------------- |
| 1987 | El imperio del sol                             | Dainty                                                |
| 1987 | Hot Pursuit                                    | Chris Honeywell                                       |
| 1987 | Shoeshine                                      |                                                       |
| 1988 | Fresh Horses                                   | Tipton                                                |
| 1989 | Next of Kin                                    | Lawrence Isabella                                     |
| 1989 | Elvis Stories                                  | Bruce                                                 |
| 1989 | That's Adequate                                | Chip Lane                                             |
| 1990 | Stella                                         | Jim Uptegrove                                         |
| 1992 | The Nutt House                                 | Hombre que tira un pastel                             |
| 1992 | Highway to Hell                                | El cocinero de Plutón/Atila el huno                   |
| 1994 | Reality Bites                                  | Michael Grates                                        |
| 1995 | Heavyweights                                   | Tony Perkis/Tony Perkis Sr.                           |
| 1996 | The Cable Guy                                  | Sam Sweet/Stan Sweet                                  |
| 1996 | Flirting with Disaster                         | Mel                                                   |
| 1996 | If Lucy Fell                                   | Bwick Elias                                           |
| 1996 | Happy Gilmore                                  | Hal L. (celador en la residencia de la tercera edad). |
| 1998 | Permanent Midnight                             | Jerry Stahl                                           |
| 1998 | Your Friends & Neighbors                       | Jerry                                                 |
| 1998 | There's Something About Mary                   | Ted Stroehmann                                        |
| 1998 | Zero Effect                                    | Steve Arlo                                            |
| 1999 | Black and White                                | Mark Clear                                            |
| 1999 | Mystery Men                                    | Mr. Furious                                           |
| 1999 | The Suburbans                                  | Jay Rose                                              |
| 2000 | Meet the Parents                               | Gaylord Greg Focker                                   |
| 2000 | Keeping the Faith                              | Rabino Jake Schram                                    |
| 2000 | The Independent                                | Policía                                               |
| 2001 | The Royal Tenenbaums                           | Chas Tenenbaum                                        |
| 2001 | Zoolander                                      | Derek Zoolander                                       |
| 2002 | Orange County                                  | Bombero                                               |
| 2002 | Run Ronnie Run                                 | Él mismo                                              |
| 2003 | Nobody Knows Anything!                         | Experto en duraznos                                   |
| 2003 | Dúplex                                         | Alex Rose                                             |
| 2003 | Pauly Shore is Dead                            | Él mismo                                              |
| 2004 | Meet the Fockers                               | Greg Focker                                           |
| 2004 | Anchorman: The Legend of Ron Burgundy          | Arturo Mendes                                         |
| 2004 | Dodgeball: A True Underdog Story               | White Goodman                                         |
| 2004 | Envidia                                        | Tim Dingman                                           |
| 2004 | Starsky & Hutch                                | David Starsky                                         |
| 2004 | Along Came Polly                               | Reuben Feffer                                         |
| 2005 | Danny Roane: First Time Director               | Él mismo                                              |
| 2005 | Madagascar                                     | Alex (voz)                                            |
| 2005 | Confessions of an Action Star                  | Comandante                                            |
| 2006 | Night at the Museum                            | Larry Daley                                           |
| 2006 | In Search of Ted Demme                         | Él mismo                                              |
| 2006 | Tenacious D in The Pick of Destiny             | vendedor en la tienda de guitarras                    |
| 2006 | School for Scoundrels                          | Lonnie                                                |
| 2007 | The Heartbreak Kid                             | Eddie Cantrow                                         |
| 2008 | Tropic Thunder                                 | Tugg Speedman                                         |
| 2008 | Madagascar 2: Escape de África                 | Alex (voz)                                            |
| 2009 | Night at the Museum: Battle of the Smithsonian | Larry Daley                                           |
| 2009 | The Marc Pease Experience                      | Jon Gribble                                           |
| 2010 | Greenberg                                      | Roger Greenberg                                       |
| 2010 | Megamind                                       | Bernard (voz)                                         |
| 2010 | Little Fockers                                 | Greg Focker                                           |
| 2011 | Take Two with Phineas and Ferb                 | Él mismo                                              |
| 2011 | Tower Heist                                    | Josh Kovacs                                           |
| 2012 | The Watch                                      | Evan Trautwig                                         |
| 2012 | Madagascar 3: Europe's Most Wanted             | Alex (voz)                                            |
| 2012 | He's Way More Famous Than You                  | Él mismo                                              |
| 2013 | The Secret Life of Walter Mitty                | Walter Mitty                                          |
| 2014 | Night at the Museum: Secret of the Tomb        | Larry Daley                                           |
| 2014 | While We're Young                              | Josh                                                  |
| 2016 | Zoolander 2                                    | Derek Zoolander                                       |
| 2017 | The Meyerowitz Stories                         | Matthew Meyerowitz                                    |
| 2017 | Brad's Status                                  | Brad Sloan                                            |
| 2017 | The Truth is in the Stars                      | Él mismo                                              |
| 2020 | El halloween de Hubie                          | Hal L.                                                |
| 2021 | Locked Down                                    | Guy                                                   |

### Televisión
| Año                   | Título               | Papel                      | Notas                                  |
| --------------------- | -------------------- | -------------------------- | -------------------------------------- |
| 1989 1998/2011        | Saturday Night Live  | Varios personajes Él mismo | También guionista Presentador          |
| 1990 1992–93          | The Ben Stiller Show | Él mismo                   | También director y productor ejecutivo |
| 1997                  | Friends              | Tommy                      | Invitado                               |
| 1999                  | Heat Vision and Jack | DJ del club                | También director y productor ejecutivo |
| 2002                  | Los Simpsons         | Garth Motherloving (voz)   | Invitado                               |
| 2004                  | Curb Your Enthusiasm | Él mismo                   | 4 episodios                            |
| 2004–06, 2013 2018–19 | Arrested Development | Tony Wonder                | 8 episodios                            |
| 2018                  | Escape at Dannemora  | N/A                        | También director y productor ejecutivo |
| 2018–19               | Saturday Night Live  | Michael Cohen              | Cameo; 6 episodios                     |
| 2019–22               | In The Dark          | N/A                        | Productor ejecutivo                    |
| 2022-presente         | Severance            | N/A                        | También director y productor ejecutivo |